# Лапушна (Муреш)
Лапушна (рум. Lăpușna) насеље је у Румунији у округу Муреш у општини Ибанешти Падуре. Oпштина се налази на надморској висини од 814 m.

## Становништво
Према подацима из 2002. године у насељу је живело 1 становника.